# 오텐스하임

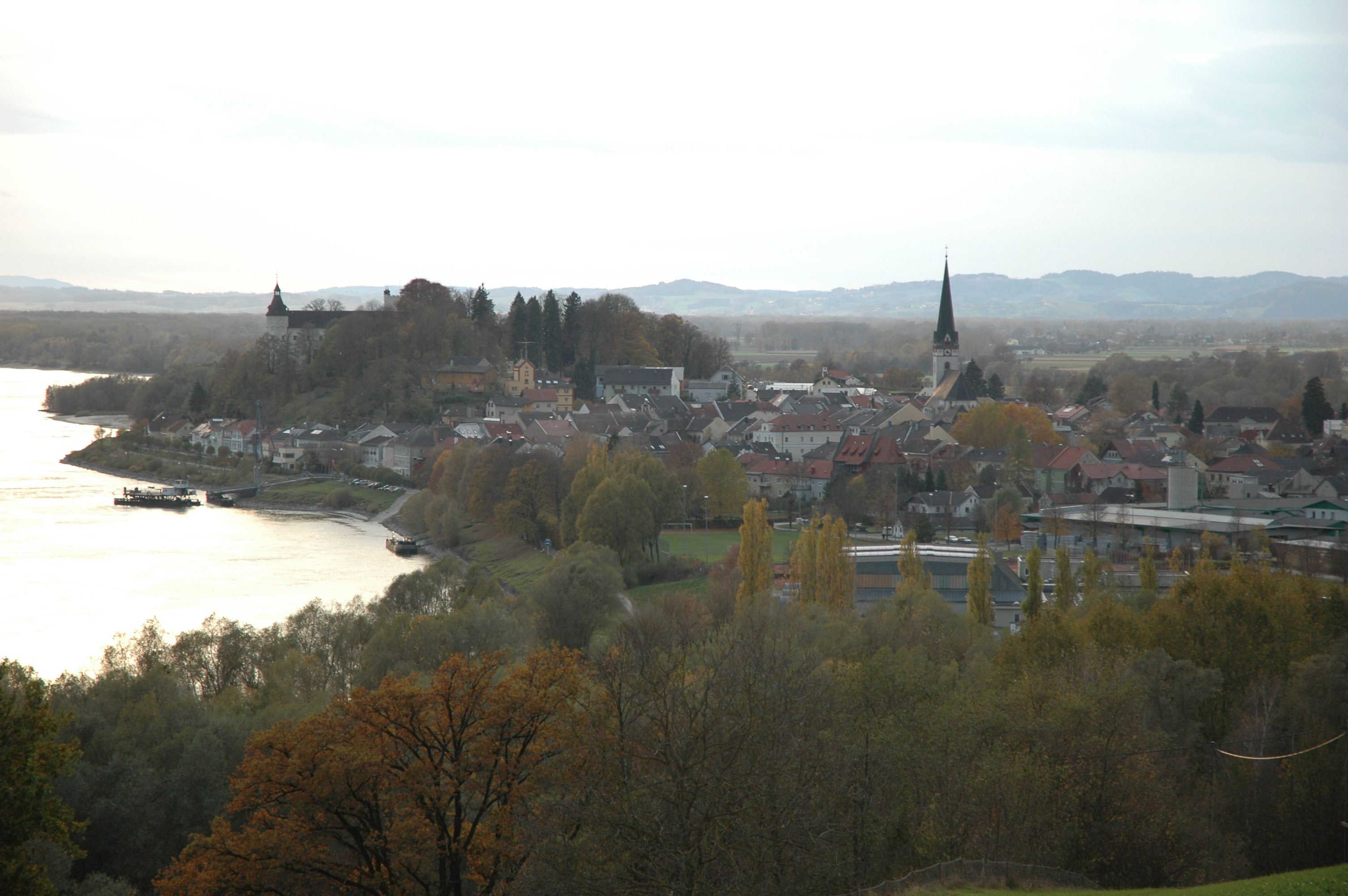
오텐스하임

오텐스하임(독일어: Ottensheim)은 오스트리아 오버외스터라이히주에 위치한 도시로 면적은 12km2, 높이는 270m, 인구는 4,639명(2016년 기준), 인구 밀도는 390명/km2이다.
1148년 문헌에 처음으로 등장했으며 1228년에 시장도시 지위를 부여받았다. 1848년에 지방 자치체로 승격되었다.

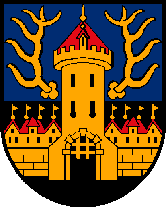
시 문장